# Hertig Jing av Qis grav
Hertig Jing av Qis grav är ett gravkomplex för Hertig Jing av Qi (r. 548–490 f.Kr.) i Shandongprovinsen i Kina. Hertig Jing av Qi var regent över den kinesiska feodalstaten Qi under epoken vår- och höstperioden från Östra Zhoudynastin. Graven utmärker sig med att innehålla ungefär 600 offrade hästar. Graven finns i stadsdistriktet Linzi i Zibo i Shandongprovinsen. Linzi var huvudstad för staten Qi under epokerna vår- och höstperioden och de stridande staterna.
Graven finns i byn Heyatou (河崖头村) i köpingen Qidu i Linzi. Hertigens grav har en 3,6 meter djup gravkammare som mäter 26 gånger 23 meter arrangerad som det kinesiska tecknet "甲". Graven har en träkista och en gravkulle av sten. Västra, norra och östra sida om hertigens grav omsluts av tre långa gropar som innehåller offrade hästar. Offergroparnas totala längd är ungefär 215 meter. I varje grop är hästarna arrangerade i dubbla rader. Varje grop är ungefär 70 meter lång och 4,8 meter bred.
Totalt uppskattas offergroparna innehålla minst 600 hästar. Hästarna var unga, ungefär fem till sju år när de offrades. Utöver hästar finns även 30 hundar, två grisar och sex andra tamdjur begravda. Vid utgrävningarna har tusentals artefakter grävts ut såsom gjutjärnsgods som vittnar om högt utvecklad järnsmältningsteknik.
1964 upptäcktes offergroparna med begravda hästar, men det var först 1976 som Hertig Jings persongrav upptäcktes. Den första utgrävningen pågick 1976 till 1986. 1983 grävdes ett 32 meter långt segment ut av den södra delen av den västra offergropen. Utgrävningarna stoppades 2003 och återupptogs igen 2019.